# Маюров Олексій Іванович
Маюров (Маіоров) Олексій (Олександр) Іванович (нар. 1780 — пом. 16 жовтня 1848 р., Одеса) — математик, інженер, дійсний статський радник, член-кореспондент Імператорської Академії наук.

## Біографія
Навчався у Політехнічній школі (1809) та Школі мостів та доріг (1811) у Парижі. Був викладачем Інституту корпусу інженерів шляхів сполучення у Петербурзі.
З літа 1813 року в армії у чині інженера-полковника, брав участь у Війні шостої коаліції.
У 1815 році повернувся до викладацької діяльності в Інституті корпусу інженерів шляхів сполучення, але пропрацював там недовго. Того ж року обраний членом-кореспондентом Імператорської академії наук.
Одружився 1815 року на представниці роду Кушелевих Ользі Іванівні Кушелевій. Від цього шлюбу народилася донька Єлисавета, але дружина незабаром після пологів померла від чахотки 1 вересня 1818 року.
Повернувся до кар'єри військового у 1817—1822 роках, був відновлений у чині полковника й командував окремим єгерським полком.
У 1822 році одружився з Оленою Василівною Кочубей й вийшов у відставку у чині генерала-поліцмейстера 2-ї армії. Збудував для себе, дружини й доньки від першого шлюбу будинок у Ярославці, де жив разом із сім'єю. Пізніше сім'я переїздить до маєтку Олени Василівни у селі Тиниця. У шлюбі з Оленою Кочубей дітей не мав.
У маєтку дійсного статського радника Маюрова у Бодакві у 1828 став до ладу перший у Полтавській губернії й один із перших в Україні цукровий завод.
Пізніше Олексій Маюров, у чині дійсного статського радника, стає на службу на посаду радника з особливих доручень до норовосійського генерал-губернатора М. С. Воронцова в Одесі.
Маюров стає віце-президентом Товариства сільського господарства Південної Росії.
У Одесі жив у нешлюбному зв'язку з Катериною Василівною Власто, донькою купця першої гільдії, мав із нею двох дітей Олексія й Павла, яких всиновив із прізвищем Власто-Маюров.
Помер у 1848 році. Відспіваний в Кафедральному соборі, похований на старому Одеському християнському цвинтарі.

## Архітектурний спадок

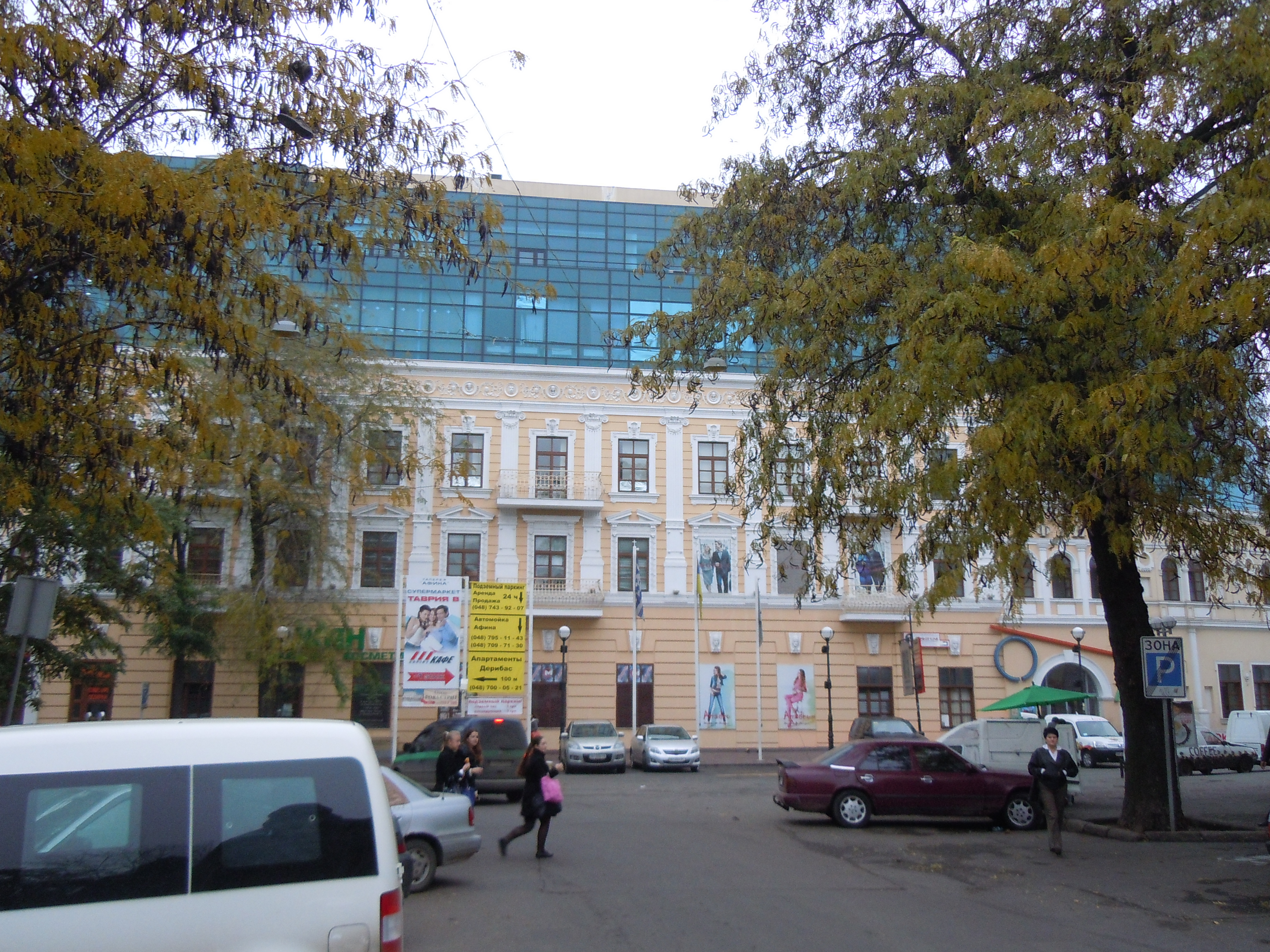
Будинок Маюрова

На замовлення Маюрова було зведено ряд видатних будівель Одеси, зокрема так званий Круглий дім.

## Сім'я
- Перша дружина Ольга Іванівна Кушелева (1796—1818), з якою одружився 1815 року, і яка померла від чахотки 1 вересня 1818 року. Від цього шлюбу народилася донька Єлизавета Олексіївна Маюрова (нар. 1816), згодом дружина Платона Івановича Челіщева (1804—1859) й мати Ольги Платонівни Челіщевої (нар. 1839), дружини Миколи Яковича Макарова (1828—1892).

- Друга дружина Олена Василівна Кочубей (1793—1863), шлюб був бездітним.

- Позашлюбний зв'язок з Катериною Василівною Власто, донькою купця першої гільдії, мав з нею двох дітей Олексія й Павла, яких всиновив з прізвищем Власто-Маюров.